# Grendel (groupe)
Pour les articles homonymes, voir Grendel (homonymie).
Grendel est un groupe néerlandais d'aggrotech. Le nom est dérivé du personnage légendaire anglo-saxon Grendel.

## Histoire

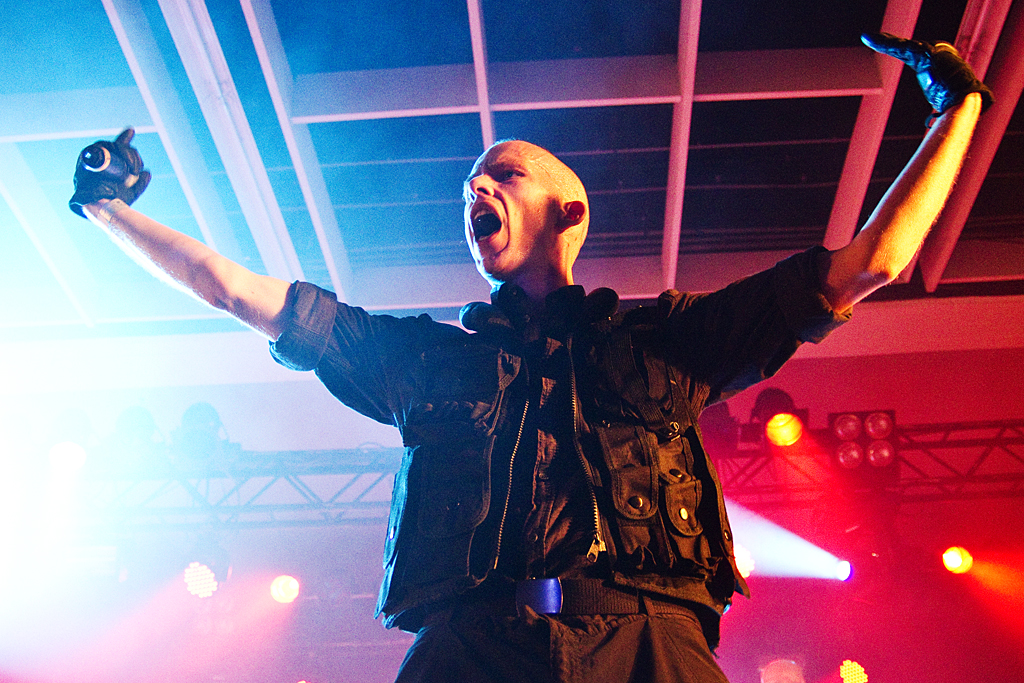
Grendel à l'Amphi Festival 2013.

Grendel est formé en 2000 par JD Tucker (aka VLRK) et sort son premier album promotionnel, qui comprend le hit européen Strangers. Peu après, Grendel commence à recevoir des demandes de concerts et FLRS (aka Floris Noordman) rejoint le groupe, effectuant des synthèses en direct et des tâches d'ingénierie. Grendel est signé par le label allemand NoiTekk — une sous-division de Black Rain — qui sort leur premier album studio, Inhumane Amusement, une version augmentée et remastérisée de leur CD démo.
L'EP End of Ages sort en 2002 et comprend des remixes du titre par Feindflug, Arzt+Pfusch et God Module. En 2003, Grendel enregistre son deuxième album studio, Prescription : Medicide,. L'album est élu album du mois par Zillo et Orkus, et atteint la première place des charts underground néerlandais pendant plusieurs mois, avec une reprise de Kernkraft 400 de Zombie Nation. Peu après l'enregistrement de cet album, FLRS quitte le groupe et est remplacé par 4N1T4.
En 2005, Grendel enregistre un EP intitulé Soilbleed, comprenant une deuxième reprise de Kernkraft 400 intitulée Zombienation V.2k5. Soilbleed reste sept semaines dans les charts alternatifs allemands (DAC), culminant à la 10e place Des problèmes liés à l'autorisation des droits d'auteur du titre entraînent la réédition de l'EP sous le nom de Soilbleed Redux, le titre en question ayant été remplacé par une reprise de Don't Tame Your Soul de Leæther Strip. Deux nouveaux titres sont également ajoutés, One.Eight.Zero et un remix de One.Eight.Zero par Life Cried. La chanson est fortement inspirée du film May sorti en 2002.
L'année 2006 est marquée par un nouveau changement de line-up : 4N1T4 quitte le groupe à l'amiable pour des raisons personnelles, tandis que M4RC (alias Marc Martinez - anciennement Terrorfakt, Manufactura et Caustic) est recruté comme batteur et MRK0 (alias Marco Visconti - de XP8) est ajouté comme claviériste. JD Tucker et les nouveaux membres ont alors commencé à travailler sur leur troisième album studio intitulé Harsh Generation. Après sa sortie au début de l'année 2007, cet album reste dans les cinq premières positions (avec un pic à la troisième place) du DAC et du GEWC, et y reste pendant des périodes maximales..
En 2012, Grendel sort l'album Timewave : Zero, qui est à la fois un retour à leur son caractéristique et une prise d'influences diverses de styles EDM contemporains, tels que la trance, le complextro et la house. M4RC quitte alors le groupe et Mel Allezbleu rejoint le groupe aux claviers et aux chœurs. En juillet 2013, Grendel se produit à l'Amphi Festival de Cologne, en Allemagne, aux côtés de Funker Vogt, Suicide Commando et VNV Nation. En 2014, Grendel continue à donner des concerts à travers l'Europe, avant de se rendre aux États-Unis pour une tournée d'un mois pour la première fois depuis de nombreuses années. Avant la tournée, Adam Milner (4DD2) quitte le groupe pour poursuivre d'autres projets musicaux - il est remplacé par Paul James à la guitare.
En 2015, Grendel joue au festival E-tropolis à Oberhausen, en Allemagne, et est programmé en tête d'affiche au Wave-Gotik-Treffen, ainsi qu'au Terminus Festival à Calgary, au Canada.
Le 16 juin 2016, Grendel sort un remaster de Prescription : Medicide, intitulé Prescription : Medicide Redux. En 2017, Grendel sort l'album Age of the Disposable Body, sur Infacted et Metropolis Records, suivi d'une tournée de 34 concerts en Amérique du Nord en 2018 et de plusieurs concerts en Europe.
En 2019, Grendel sort l'album Ascending the Abyss sur Infacted et Metropolis Records, précédé d'une tournée de 38 concerts en Amérique du Nord la même année. 

## Membres
- [VLRK] (Jos Tucker) - chant, musique, paroles
- [M4RC] (Marc Martinez) - batterie
- [S42H] (Sascha Pniok) - clavier

## Discographie

### Albums tudio
- 2001 : Inhumane Amusement
- 2004 : Prescription : Medicide
- 2007 : Harsh Generation
- 2012 : Timewave : Zero
- 2017 : Age of the Disposable Body
- 2019 : Ascending The Abyss

### EP
- 2002 : End of Ages
- 2005 : Soilbleed
- 2006 : Soilbleed Redux
- 2009 : Chemicals + Circuitry
- 2014 : Soilbleed Redux V.2